# Blaise (Haute-Marne)
Pour les articles homonymes, voir Blaise.
Blaise est une commune déléguée de Colombey-les-Deux-Églises et une ancienne commune française, située dans le département de la Haute-Marne en région Grand Est.

## Géographie

### Localisation
Blaise, commune déléguée de Colombey-les-Deux-Églises, est située dans le département de la Haute-Marne en région Grand-Est.

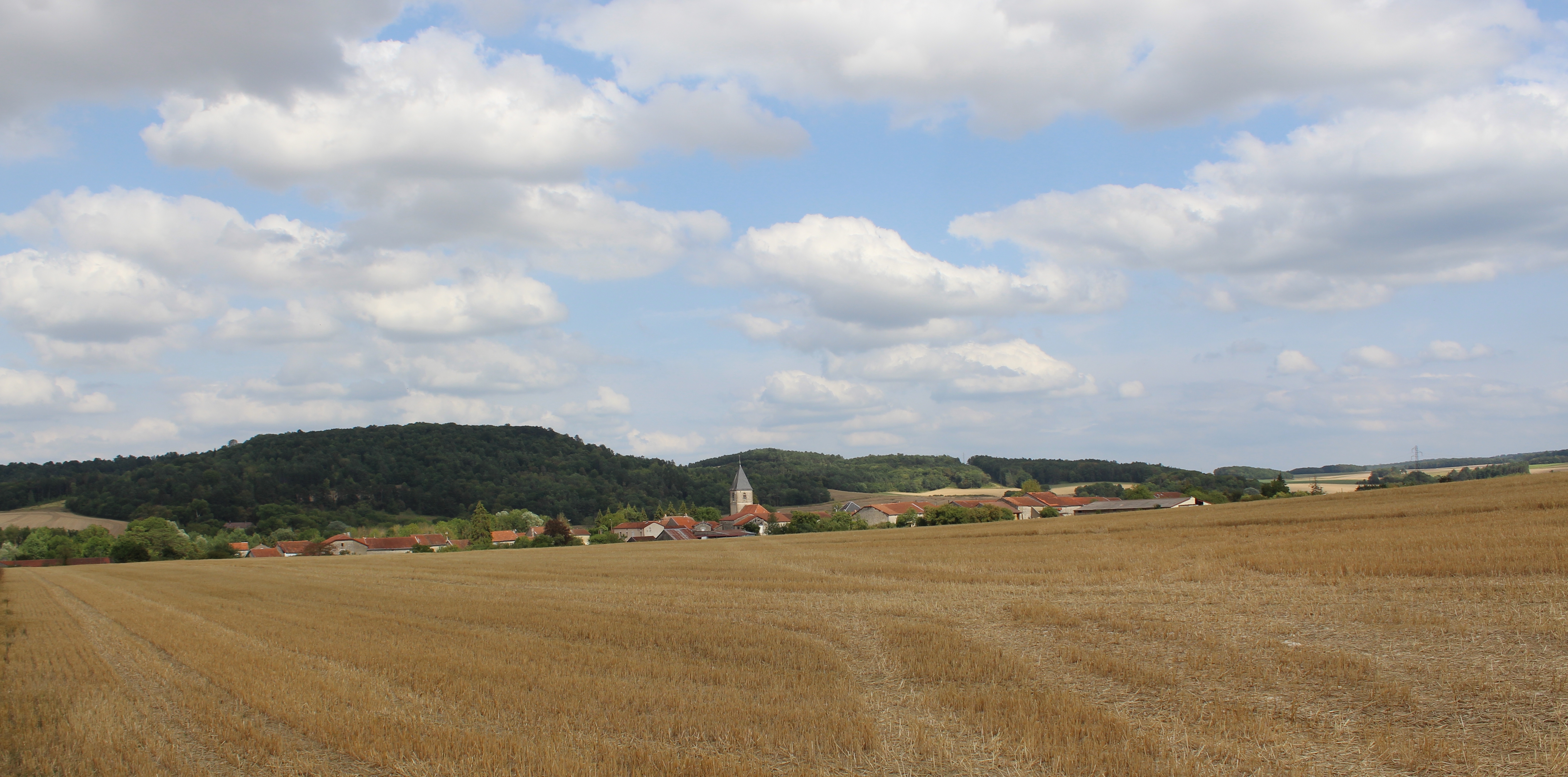
Panorama du village.

À vol d'oiseau, elle se situe à 8,83 km de Colombey-les-Deux-Églises, chef-lieu de la commune. Elle est distante de 22,57 km de Chaumont, préfecture du département. Elle se trouve à 203,06 km de Paris.
Blaise est située sur la RD 2 reliant Colombey-les-Deux-Églises (10,3 km au sud-ouest) à Doulevant-le-Château (12,4 km au nord) et se trouve au nord-est du territoire communal de Colombey-les-Deux-Églises.
Avant sa fusion avec Colombey-les-Deux-Églises, Blaise était limitrophe de cinq communes : Champcourt, Curmont, Daillancourt, Guindrecourt-sur-Blaise, Juzennecourt, Lachapelle-en-Blaisy, Lamothe-en-Blaisy et Marbéville.
Parmi ces communes, Champcourt et Lamothe-en-Blaisy sont devenues des communes déléguées également de Colombey-les-Deux-Églises.

### Géologie et relief
La superficie de la commune était de 1 669 hectares. Son altitude varie d'environ 248 mètres à 373 mètres. L'altitude moyenne se situe entre 250 mètres et 255 mètres au niveau de la localité.
Le sous-sol géologique de la commune déléguée date du jurassique, avec la présence d'un sol d'argiles, de calcaire et de marne.
Le risque sismique est considéré comme très faible soit en zone 1 selon la carte du zonage définie par le gouvernement
La localité se trouve dans la vallée de la Blaise.

### Hydrographie
Blaise est traversé par la Blaise au nord-est de la localité mais la rivière ne passe pas dans le village. Long de 85,5 km, le cours d'eau prend sa source à Gillancourt dans la Haute-Marne et conflue avec la Marne à Arrigny dans la Marne. La commune déléguée se situe sur le bassin versant de la Seine.
Pour faire face au risque d'inondation, un atlas des zones inondables a été adopté en 2009 pour la Blaise, adopté par le préfet du département,,,.

### Climat
La station climatique la plus proche est celle de Saint-Dizier, situé sur la base aérienne 113 à 39,3 km à vol d'oiseau au nord est de Blaise. Une autre station climatique se situe à Blécourt à 13,5 km de la commune déléguée, mais les données ne sont pas publiques.
| Mois                              | jan. | fév. | mars  | avril | mai   | juin  | jui.  | août | sep.  | oct.  | nov. | déc. | année   |
| --------------------------------- | ---- | ---- | ----- | ----- | ----- | ----- | ----- | ---- | ----- | ----- | ---- | ---- | ------- |
| Température minimale moyenne (°C) | −0,3 | 0,2  | 1,9   | 4,3   | 8,1   | 11,2  | 12,9  | 12,7 | 10,2  | 7,1   | 2,8  | 0,4  | 6       |
| Température moyenne (°C)          | 2,5  | 3,8  | 6,4   | 9,5   | 13,5  | 16,7  | 18,7  | 18,3 | 15,5  | 11,5  | 6,2  | 3,3  | 10,5    |
| Température maximale moyenne (°C) | 5,3  | 7,4  | 10,8  | 14,7  | 18,8  | 22,1  | 24,5  | 23,9 | 20,8  | 16    | 9,6  | 6,2  | 15      |
| Ensoleillement (h)                | 51,1 | 83,7 | 120,9 | 165,1 | 206,7 | 219,4 | 246,3 | 217  | 170,7 | 122,6 | 67,6 | 54   | 1 725,1 |
| Précipitations (mm)               | 74,7 | 61,1 | 65,4  | 55,2  | 75,8  | 72,8  | 66,5  | 70,1 | 64,2  | 68,1  | 72,4 | 80   | 826,3   |

### Voies de communication et transports

#### Voies de communication
Blaise se situe sur deux axes secondaires. La localité se trouve sur la route départementale 2, axe principal, reliant Colombey-les-Deux-Églises (10,3 km) à Doulevant-le-Château (12,4 km) et sur la route départementale 233, partant de la commune déléguée pour rejoindre la route départementale 203 à Buchey, qui se trouve à 7,5 km la commune.
La route départementale 2 permet de rejoindre la route départementale 619 à Colombey-les-Deux-Églises, pour aller à Chaumont, préfecture du département. L'autoroute la plus proche de Blaise est l'A5 par la sortie 23 (Ville-sous-la-Ferté).

#### Transports
La commune déléguée ne dispose pas d'autres moyens de transport comme le ferroviaire et le transport en commun.
La gare ferroviaire, la plus proche, est celle de Bologne à 22,2 km par la route, située sur la ligne de Blesme - Haussignémont à Chaumont et elle est desservie par la ligne 6 (Reims ↔ Châlons-en-Champagne ↔ Saint-Dizier ↔ Chaumont ↔ Dijon) du TER Champagne-Ardenne. Une autre gare, celle de Bar-sur-Aube, qui se trouve à 26,3 km de la commune déléguée par la route, est desservie par la ligne 3 (Paris-Est ↔ Troyes ↔ Chaumont ↔ Langres ↔ Vesoul ↔ Belfort) du TER Champagne-Ardenne.

### Urbanisme
La forme urbaine de la commune déléguée ressemble à celle d'un village-rue étirée le long de la route départementale 2 et de la route départementale 233, mais son habitat est surtout groupée autour de l'église du village,.

## Toponymie
Le nom de la localité est attesté sous les noms de Blesia en 1210, de Blesa en 1368, de Bloyse en 1398, de Bloise en 1447, de Blayse en 1490, de Blaise en 1563, de Blaize en 1690, de Blaize-le-Chatel en 1703, de Blaise-le-Chatel en 1763 et de Blaize sur la carte de Cassini.
La commune tire son nom de la rivière éponyme qui a d'ailleurs donnée son nom à la vallée et à la région. Pour le toponymiste Ernest Nègre, le nom de la localité vient de bletia qui signifie « cours (d'eau) du loup ». L'origine de ce nom vient probablement du mot celtique blet, signifiant loup dans cette langue. Le mot est composé avec un suffixe en latin, -ia qui sert à désigner un cours d'eau.

## Histoire
La localité est mentionnée, pour la première fois, dans des documents du XIIIe siècle. Blaise forme une seigneurie, appartenant au XIIIe siècle, au seigneur de Vignory,. Ces derniers bâtissent un château à Blaise.
La seigneurie appartient ensuite à la famille d'Aulnoy puis elle passe à la famille de Baudricourt avec Robert de Baudricourt. Son fils, Jean de Baudricourt reçoit François de Paule dans son château en 1496. Celui-ci a d'ailleurs été chargé par le roi Louis XI de chercher l'ermite en Italie pour l'amener en France à sa cour. Après cette rencontre, il décide de fonder à Bracancourt, un lieu-dit de la commune déléguée, un couvent pour l'ordre des Minimes par une donation du 16 octobre 1496 à Chaumont et accorde une rente au convent.
Ce couvent est détruit en 1563, lors de la Première guerre de Religion. Les moines, réfugiés à Reims, décident de rebâtir le lieu en 1580 pour revenir. Le couvent est pillé en 1636 puis brûlé par un incendie en 1706. Après l'incendie, le monastère est reconstruit et il reste la propriété de l'ordre jusqu'à la Révolution française.
Avant la Révolution française, Blaise ressort de la généralité de Châlons, de l'élection de Joinville et de la prévôté de Chaumont. Elle appartenait également au bailliage de Chaumont. Au niveau ecclésiastique, la paroisse fait partie du diocèse de Langres.
Lors de la Révolution française, la paroisse de Blaise est transformée en une commune indépendante à la suite du décret du 11 novembre 1789 et de la loi du 14 décembre 1789. Blaise est intégrée au département de la Haute-Marne, au district de Chaumont. Elle devient le chef-lieu de canton, comportant 17 communes,. En 1801, la commune perd son statut de chef-lieu de canton. Elle est rattachée au canton de Vignory et à l'arrondissement de Chaumont.
Avec la mise en place du code officiel géographique en 1943, Blaise a porté le code commune 52052.
Par arrêté préfectoral du 28 décembre 1972, la commune est rattachée le 1er janvier 1973 à Colombey-les-Deux-Églises sous la forme d'une fusion-association, où elle devient une commune associée à Colombey-les-Deux-Églises. En 1976, la commune associée est officiellement transférée dans le canton de Juzennecourt, dont Colombey-les-Deux-Églises faisait partie.
Par arrêté préfectoral du 30 novembre 2016, la création de la commune nouvelle de Colombey-les-Deux-Églises, pour le 1er janvier 2017, entraîne la transformation du statut de Blaise en commune déléguée au sein de la nouvelle commune.

## Administration

### Administration municipale
Depuis le 1er janvier 1973, Blaise ne dispose plus d'un conseil municipal et d'un maire, gérant les affaires municipales. Les décisions sont prises en conseil municipal de Colombey-les-Deux-Églises. Avec la fusion-association, elle garde cependant une section électorale, une section du CCAS, une commission consultative, une mairie annexe et un maire délégué, ayant autorité sur le territoire de la commune associée. Elle peut également avoir un conseil consultatif.
La transformation du statut de commune associée en commune déléguée au 1er janvier 2017 entraîne la fin de la commission consultative, du sectionnement électoral et du CCAS, mais Harricourt conserve sa mairie annexe et un maire délégué avec la possibilité de l'institution d'un conseil de la commune déléguée par la commune nouvelle.
Les habitants de Blaise disposent également d'une liste électorale propre et d'un bureau de vote dans la mairie annexe, pour les élections.

### Liste des maires
La liste ci-dessous recense le nom des maires avant la fin de son autonomie au 1er janvier 1973 :
| Période                                  | Période | Identité              | Étiquette | Qualité |
| ---------------------------------------- | ------- | --------------------- | --------- | ------- |
| 1794                                     | ?       | Jacques Cornette      |           |         |
| ?                                        | 1804    | Claude Sertat         |           |         |
| 1804                                     | 1810    | Nicolas Delignon      |           |         |
| 1810                                     | 1818    | Gabriel Gillet        |           |         |
| 1818                                     | 1831    | Joseph Vautrin        |           |         |
| 1831                                     | 1832    | Claude Rouyer         |           |         |
| 1832                                     | 1834    | Joseph Voillemont     |           |         |
| 1834                                     | 1852    | Jean Baptiste Lemoine |           |         |
| 1852                                     | 1859    | Jean Pierre Bertrand  |           |         |
| 1859                                     | 1865    | Joseph Rouyer         |           |         |
| 1865                                     | 1869    | Anatole Clerc         |           |         |
| 1869                                     | 1876    | Ernest Huguenin       |           |         |
| 1876                                     | 1893    | Claude Dupuis         |           |         |
| 1893                                     | 1896    | Jules Liège           |           |         |
| 1896                                     | 1907    | Jules Royer           |           |         |
| 1907                                     | ?       | Henri Chaudron        |           |         |
| Les données manquantes sont à compléter. |         |                       |           |         |

### Liste des maires délégués
La liste ci-dessous indique le nom des maires délégués depuis le 1er janvier 1973 jusqu'à aujourd'hui :
| Période                                  | Période                       | Identité         | Étiquette | Qualité |
| ---------------------------------------- | ----------------------------- | ---------------- | --------- | ------- |
| mars 2008                                | En cours (au 26 juillet 2020) | Raymond Herbelot |           | Ouvrier |
| Les données manquantes sont à compléter. |                               |                  |           |         |

## Population et société

### Démographie
Avant la mise en place des recensements individuels, les registres paroissiaux de Blaise, connus à partir de 1667, indiquent une population de 112 feux en 1709, soit environ 560 habitants. Le nombre de feux passe à 86 feux, soit 430 habitants en 1720. Ce chiffre reste stable en 1753 et en 1764
L'évolution du nombre d'habitants est connue à travers les recensements de la population effectués dans la commune entre 1793 et 1973, dans la commune associée de 1973 à 2016 et dans la commune déléguée depuis 2017. À partir de 2006, les populations légales des communes sont publiées annuellement par l'Insee. Le recensement repose désormais sur une collecte d'information annuelle, concernant successivement tous les territoires communaux au cours d'une période de cinq ans. Pour les communes de moins de 10 000 habitants, une enquête de recensement portant sur toute la population est réalisée tous les cinq ans, les populations légales des années intermédiaires étant quant à elles estimées par interpolation ou extrapolation. Pour la commune déléguée, le premier recensement exhaustif, lié à celui de Colombey-les-Deux-Églises, entrant dans le cadre du nouveau dispositif a été réalisé en 2006.
En 2016, la commune déléguée comptait 82 habitants, en diminution de 7,87 % par rapport à 2011 (Haute-Marne : −2,35 %, France hors Mayotte : +2,44 %).
| 1793 | 1800 | 1806 | 1821 | 1831 | 1836 | 1841 | 1846 | 1851 |
| ---- | ---- | ---- | ---- | ---- | ---- | ---- | ---- | ---- |
| 306  | 326  | 278  | 328  | 370  | 394  | 368  | 368  | 377  |

| 1856 | 1861 | 1866 | 1872 | 1876 | 1881 | 1886 | 1891 | 1896 |
| ---- | ---- | ---- | ---- | ---- | ---- | ---- | ---- | ---- |
| 337  | 335  | 315  | 296  | 290  | 289  | 262  | 249  | 200  |

| 1901 | 1906 | 1911 | 1921 | 1926 | 1931 | 1936 | 1946 | 1954 |
| ---- | ---- | ---- | ---- | ---- | ---- | ---- | ---- | ---- |
| 192  | 210  | 184  | 159  | 151  | 128  | 122  | 150  | 111  |

| 1962 | 1968 | 1982 | 2006 | 2011 | 2016 | 2021 | - | - |
| ---- | ---- | ---- | ---- | ---- | ---- | ---- | - | - |
| 108  | 110  | 98   | 87   | 89   | 82   | 72   | - | - |

### Enseignement
Étant commune déléguée de Colombey-les-Deux-Églises, Champcourt est rattachée à l'académie de Reims. Cette académie fait partie de la Zone B pour son calendrier de vacances scolaires.
Aucun établissement d'enseignement n'est présent sur la commune déléguée, mais le groupe scolaire Yvonne de Gaulle à Colombey-les-Deux-Églises, regroupent les élèves de maternelle et de cours élémentaire de l'ensemble de la commune. Il compte 153 élèves en 2017.
Pour le secondaire, les collégiens se rendent au collège du chef-lieu de commune. Les lycées publics d'enseignement général et d'enseignement technique se trouvent à Chaumont. Un lycée privée d'enseignement général et d'enseignement technique est également présent à Chaumont.
Pour l'enseignement supérieur, des établissements se trouvent, dans l'académie de Reims, à Chaumont, à Troyes, à Chalons-en-Champagne et à Reims. Les étudiants peuvent aussi aller vers des établissements situés à Dijon dans l'académie homonyme.

### Santé et service d'urgence
Au 1er janvier 2017, aucun médecin généraliste n'exerce sur Blaise, mais un praticien exerce à Colombey-les-Deux-Églises, chef-lieu de la commune. Il en est de même pour l'officine pharmaceutique. Pour des médecins spécialisés et des dentistes, il faut se rendre à Chaumont, ou à Bar-sur-Aube. Dans le domaine paramédicale, des infirmières se trouvent, l'un à Harricourt et l'autre à Colombey-les-Deux-Églises.
Pour les hospitalisation, les urgences et la chirurgie, le centre hospitalier le plus proche est celui de Chaumont, mais les habitants peuvent se rendre à celui de Bar-sur-Aube. Les deux EHPAD les plus proches se situent l'un à Maranville et l'autre à Bayel.
Pour la sécurité en matière d'incendie et de sauvetage, les pompiers du centre de secours de Colombey-les-Deux-Églises, rattaché au SDIS de la Haute-Marne, sont compétent.

### Médias et télécommunication
Le quotidien local Le Journal de la Haute-Marne et le journal hebdomadaire Voix de la Haute-Marne diffuse leur journal sur la région de Chaumont et le département de la Haute-Marne.
Parmi les chaines de télévision de télévision numérique terrestre (TNT) accessibles à tous les habitants de Champcourt, depuis l'émetteur de Troyes-Les Riceys situé aux Riceys, France 3 Champagne-Ardenne relaient les informations locales. Parmi les nombreuses stations de radio disponibles, on peut citer France Bleu Champagne-Ardenne.
En 2017, l'internet haut débit via la technique ADSL 2+ est possible pour tous les abonnés à un réseau de téléphonie fixe depuis le NRA installée sur la commune déléguée.

### Cultes
Le territoire de la commune dépend de la paroisse Saint Bernard, au sein du diocèse de Langres, au même titre que les trente-une autres paroisses. En 2017, l'église Saint-Michel est l'un des lieux de culte de cette paroisse. Monseigneur Joseph de Metz-Noblat est à la tête du diocèse de Langres depuis 2014.
Concernant d'autres religions, les lieux de cultes les plus proches sont le temple de Chaumont pour les protestants, la synagogue de Troyes pour les juifs et la mosquée de Joinville pour les musulmans.

## Culture locale et patrimoine

### Lieux et monuments

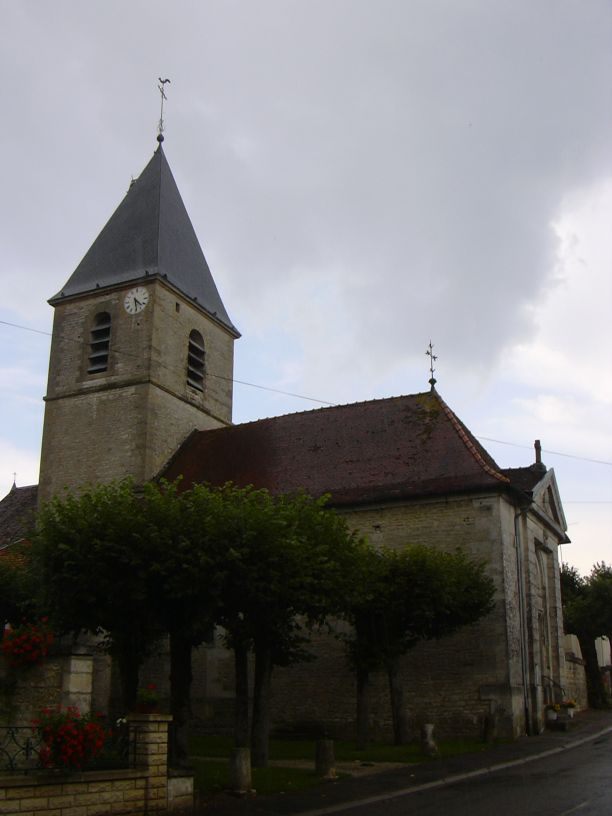
L’église Saint-Michel

- L'église Saint-Michel est mentionnée dans un document du XIIe siècle comme cure appartenant à l'abbaye de Montier-en-Der[43]. Elle possède un chœur et un transept reconstruit à la fin du XVe siècle ou au début du XVIe siècle[43]. Sa nef et façade extérieure ont été rebâties en 1784. La tour du clocher, projetée dès 1784, est finalement construite en 1834 avec réception des travaux en 1835[43]. L'édifice est en forme de croix latine avec des murs extérieurs en pierre de taille et en moellons[43]. Elle fait actuellement partie de la paroisse Saint-Bernard du diocèse de Langres, regroupant Colombey-les-Deux-Églises et des communes alentour[40]. Le chœur et le transept sont inscrits au titre des monuments historiques par arrêté préfectoral du 23 décembre 1925[44].
- Le château de Blaise est un château bâti au XIIe siècle par les seigneurs de Vignory[18]. Rénové par Jean de Baudricourt[45], l'édifice appartient à un propriétaire privée[46]. Elle est inscrite, pour son pigeonnier, ses façades et les toitures de ses dépendances, au titre des monuments historiques en 1987, par arrêté préfectoral du 9 juillet 1987[46].

### Galerie

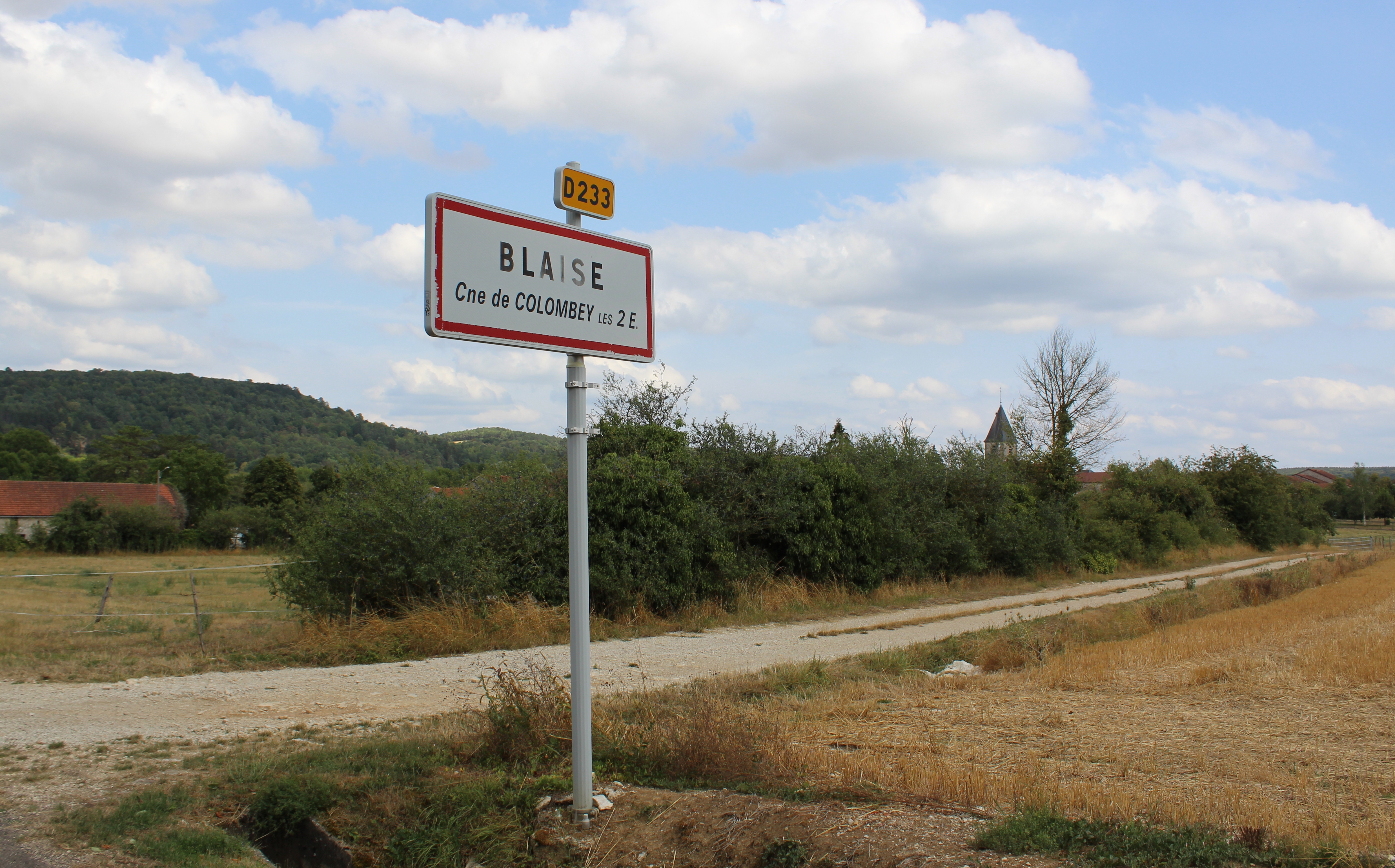
Entrée du village.
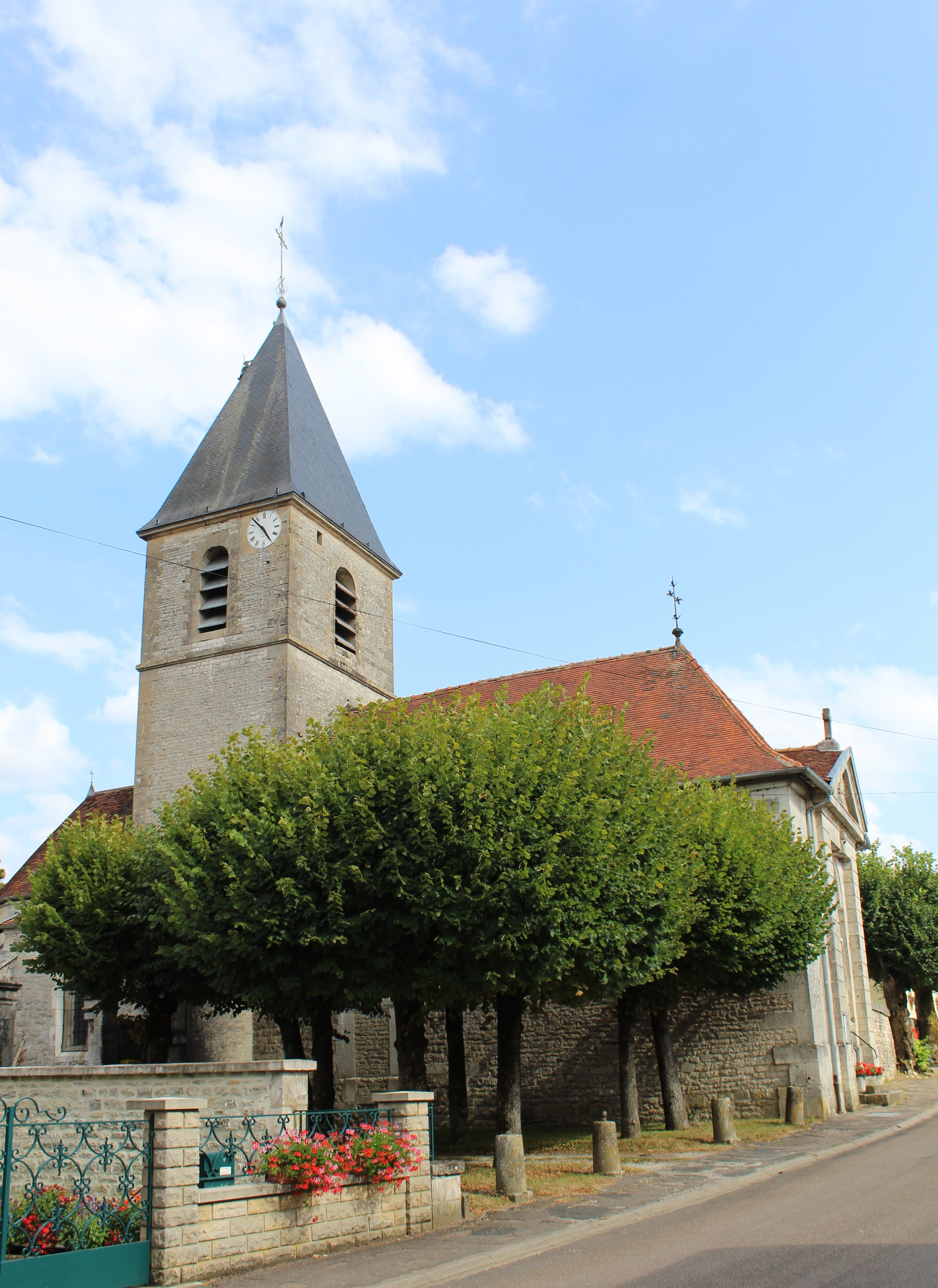
L'église.
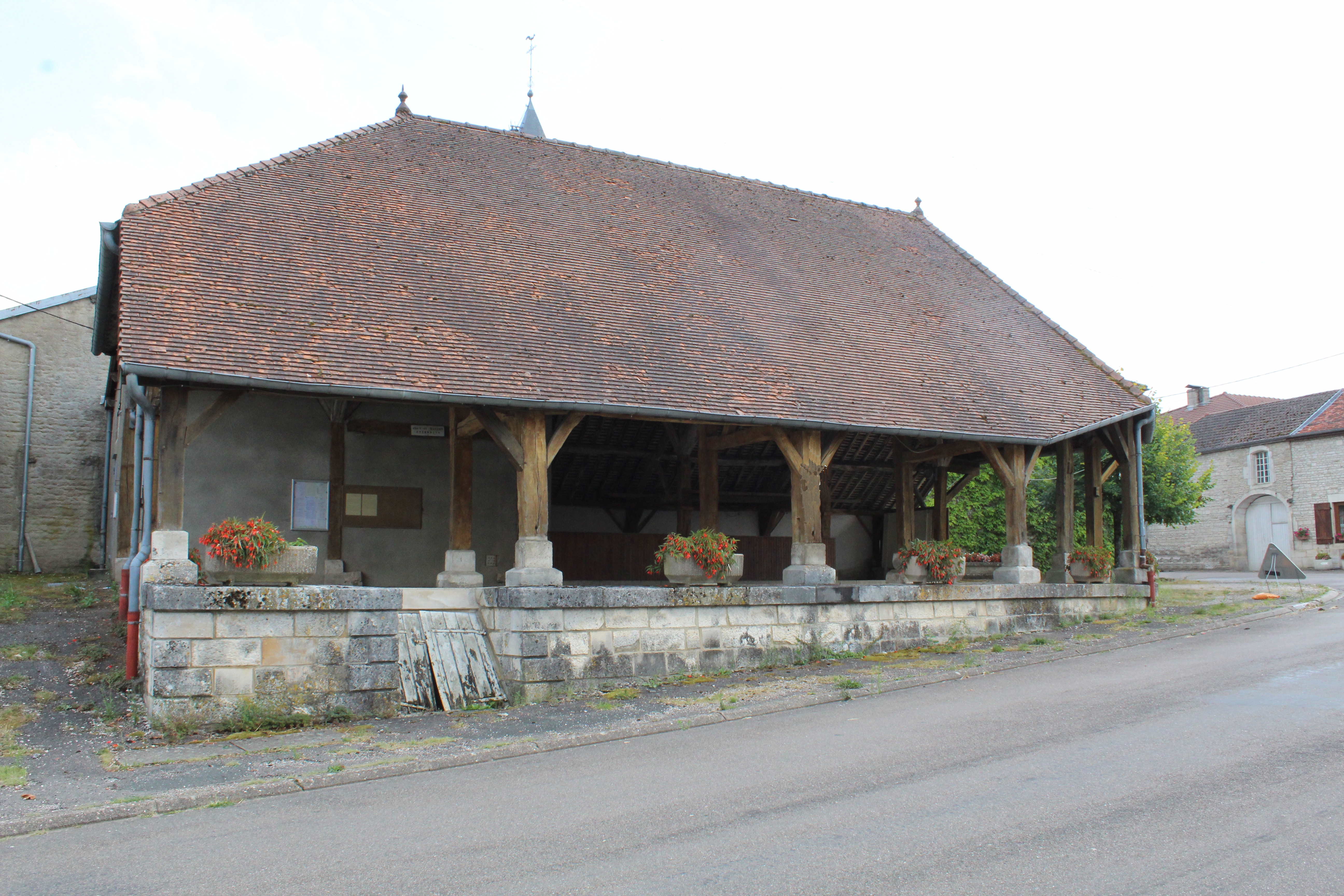
Les halles.
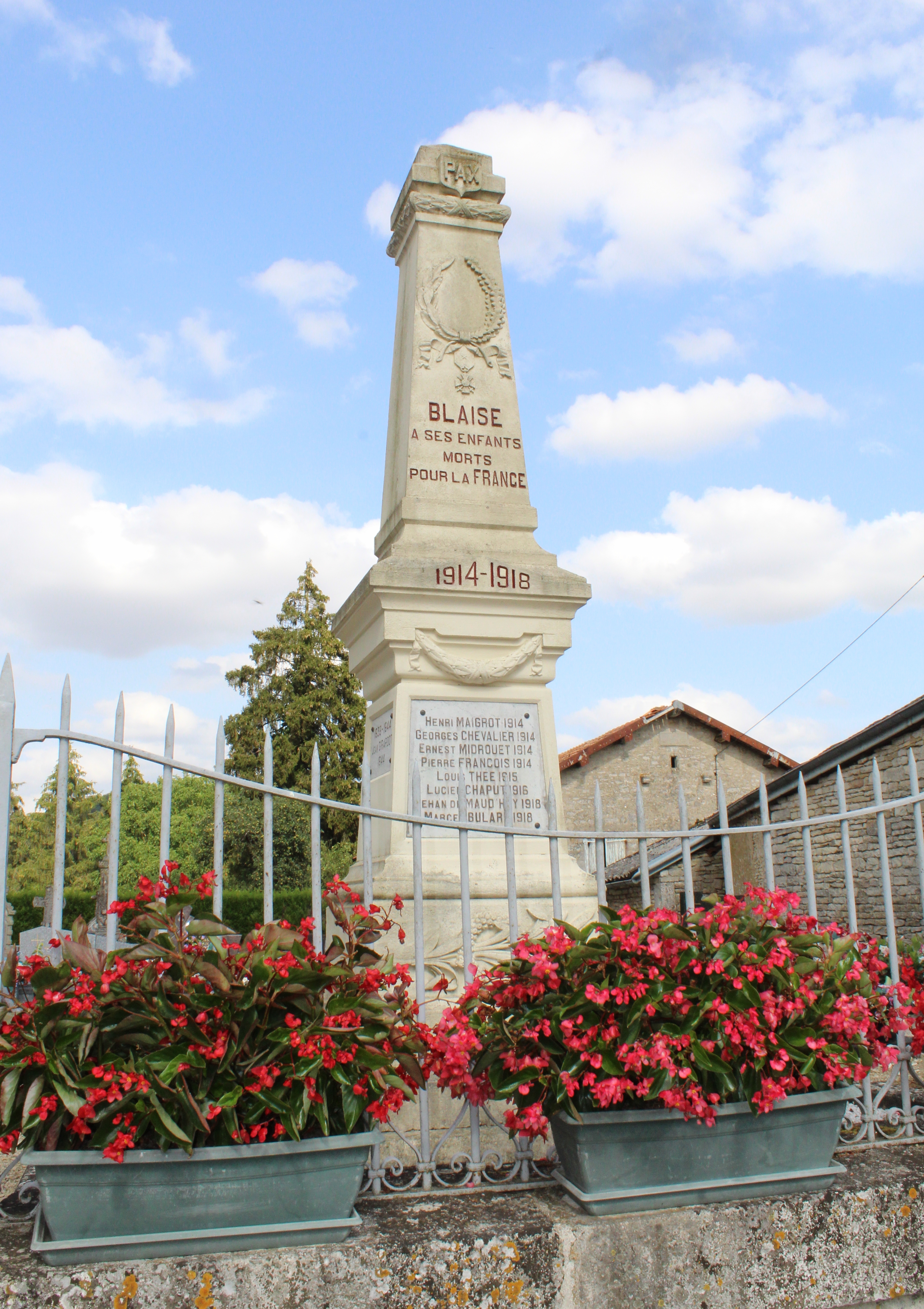
Le monument aux morts.
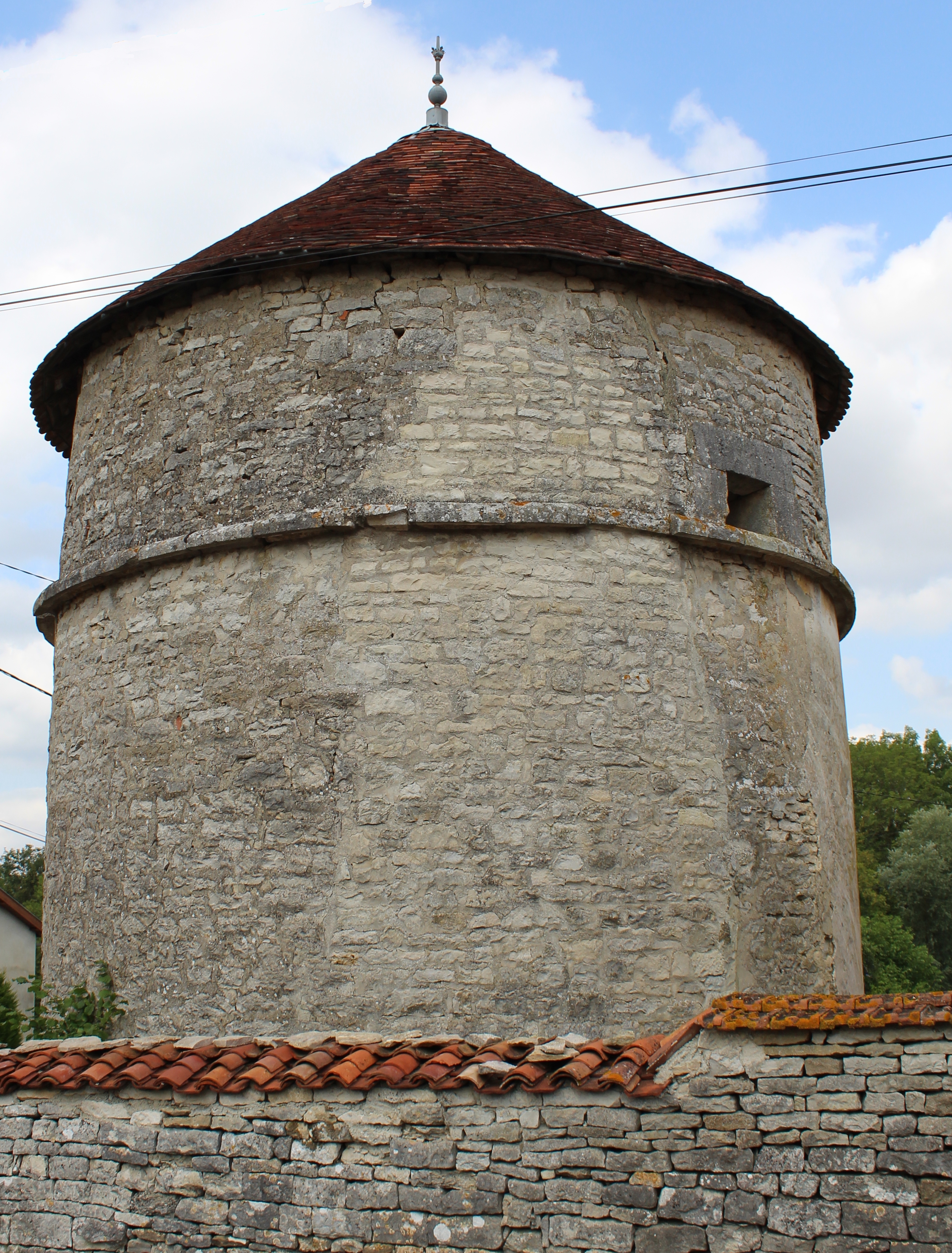
Le pigeonnier.

### Personnalités liées à la commune
- Robert de Baudricourt (+1454) : Seigneur de la localité, il donne, en tant que capitaine de Vaucouleurs, une escorte en février 1429 à Jeanne d'Arc pour se rendre auprès du dauphin Charles, à Chinon
- Jean de Baudricourt (v.1435-1499) : Fils du précédent, officier royal et maréchal de France, seigneur de la commune déléguée.